# Granit
För andra betydelser, se Granit (olika betydelser).

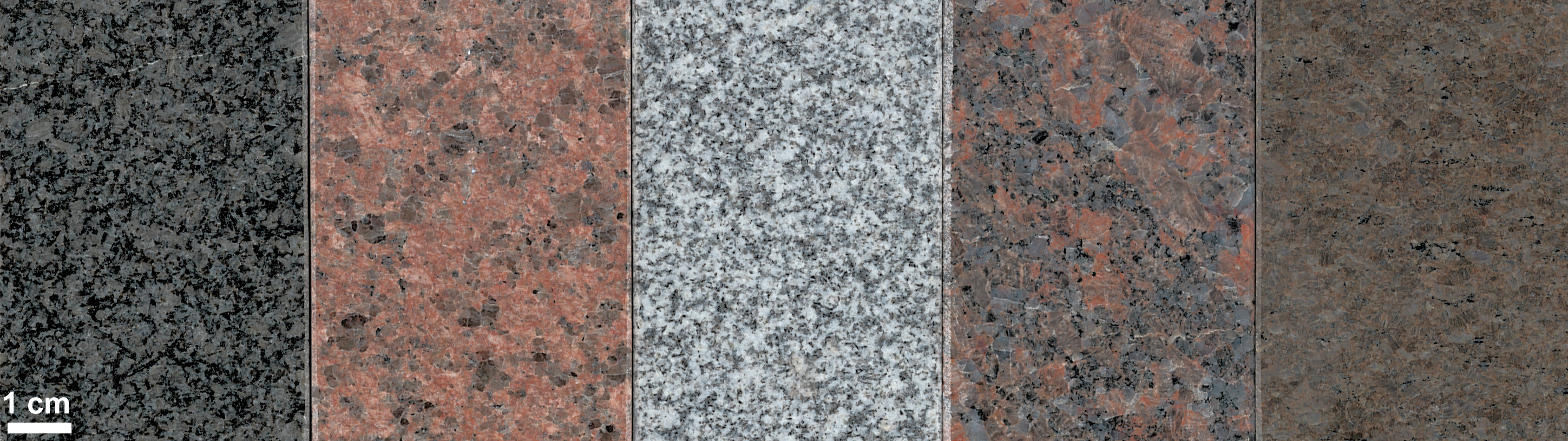
Olika sorters granit.

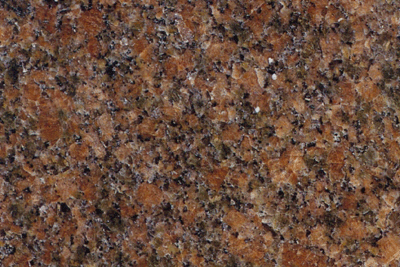
Bohusgranit. Polerad yta.

Granit (från latinets granum korn) är en av de vanligaste bergarterna på den kontinentala jordskorpan. Granit är en magmatisk djupbergart, det vill säga den bildas då magma djupt nere i jordskorpan genomgår en långsam avkylningsprocess. Granit kan ha en grovkornig struktur. Stora delar av Sveriges berggrund utgörs av granit, särskilt i Småland och Norrland.
Granit består av kiseldioxidrika mineral som fältspat och kvarts samt mindre mängder av till exempel glimmer, hornblände och pyroxen. En granit kan ha olika färger alltifrån vit till röd och svart beroende på skillnader i mineralsammansättning och textur. En del mineraler är millimeterstora, andra kan bli flera centimeter.
Granit är mycket hård och sprickfri och har ovanligt hög motståndskraft mot tryck, stötar och deformering; den är också okänslig för försurat regn. Eftersom den därtill är vanligt förekommande på många håll i världen har den kommit till rik användning för gatubeläggningar, som byggnadssten, för murverk och i ornament och monument. Tätheten är ca. 2,6 - 2,8 ton per kubikmeter.
Graniten är nästan alltid helt massiv eftersom den vanligen saknar inre struktur. Bandning förekommer inte. Ur ett brytnings- och bearbetningsperspektiv brukar granit kallas för en hårdsten, i motsats till marmor, kalksten och andra mjuka bergarter som benämns lössten. Dess hårdhet och därigenom hållbarhet, har gett graniten ett rykte som en sten med bra egenskaper. Mykerinos pyramid vid Giza, en av de mest välbevarade av Egyptens pyramider är delvis tillverkad i granit. Den klassiska curlingstenen är i granit, härrörande från Skottland där den första stenen tillverkades redan 1750.

## Urgraniter
En äldre benämning på de cirka 1900 miljoner år gamla graniter, gnejsgraniter och besläktade magmatiska bergarter som förekommer i Sveriges och Finlands urberg är urgraniter. De bildades i början av svekokarelska orogenesen.  Den svekokarelska provinsens berggrund är i huvudsak uppkommen före och i samband med den svekokarelska orogenesen, som inträffade för ca 1850-1800 miljoner år sedan. Dess berggrund domineras av djupbergarter, vanligen graniter, som är mellan 1900 och 1600 miljoner år gamla. Dessa förekommer i hela provinsen och tillhör olika generationer. De äldsta (tidigorogena) graniterna till exempel, har utsatts för omvandlingar och deformationer, medan de yngre i stort sett är opåverkade. Vidare finns 1500-900 miljoner år gamla diabaser. Provinsens ytbergarter indelas i lapponisk-jatuliska respektive svekofenniska.